# Cheilanthes pruinata
Cheilanthes pruinata es una especie de helecho de la familia Pteridaceae. Comúnmente se conoce como “doradilla”, “chujcho” o "culantrillo" en español; "cusupe café" en aimara.

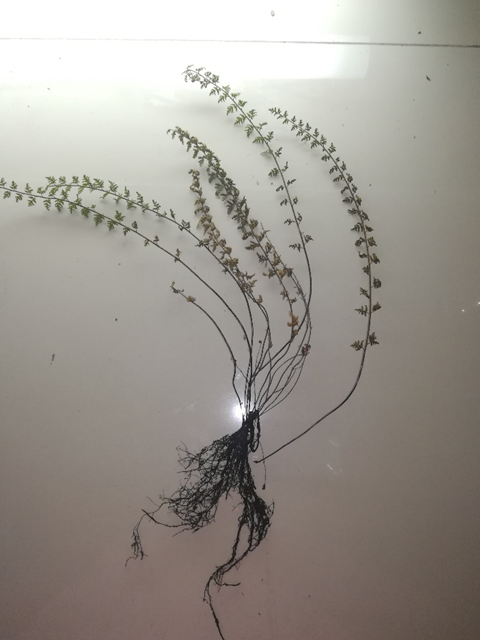
Hábito
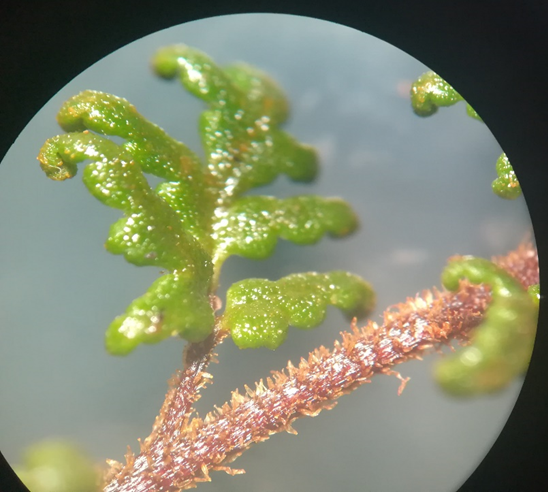
Pinna (vista adaxial)
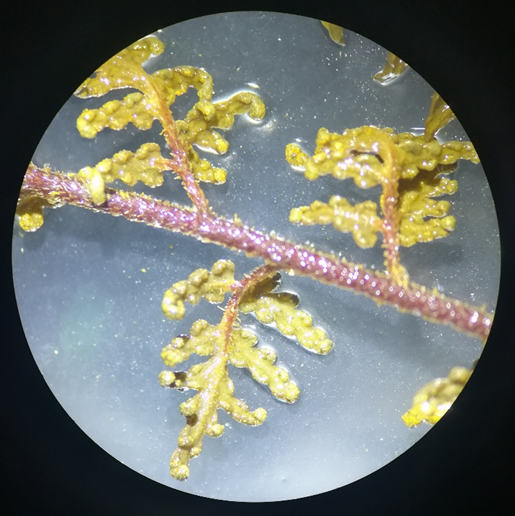
Pinna (vista abaxial)